# Silvestra Moreno i García
Silvestra Moreno i García   (1935) és una directiva de serveis socials catalana. Ha estat presidenta de la Federació Catalana d'Associacions de Familiars de Malalts Mentals, que ofereix suport i assessorament a les famílies per tal que puguin suportar la seva situació. El 1992 funda la Fundació Malalts Mentals de Catalunya. Més tard ha estat presidenta de la Confederación Española de Agrupaciones de Familiares y Personas con Enfermedad Mental (FEAFES). El 2000 va rebre la Creu de Sant Jordi.